# Данвале Сен Панкрас
Данвале Сен Панкрас (фр. Dampvalley-Saint-Pancras) насеље је и општина у источној Француској у региону Франш-Конте, у департману Горња Саона која припада префектури Лир.
По подацима из 2011. године у општини је живело 50 становника, а густина насељености је износила 10,75 становника/km². Општина се простире на површини од 4,65 km². Налази се на средњој надморској висини од 230 метара (максималној 325 m, а минималној 237 m).

## Демографија
| 1962. | 1968. | 1975. | 1982. | 1990. | 1999. | 2011. |
| ----- | ----- | ----- | ----- | ----- | ----- | ----- |
| 38    | 54    | 43    | 40    | 29    | 33    | 50    |

График промене броја становника у току последњих година